# Georg Hegele
Georg Hegele (11 gennaio 1996) è uno sciatore alpino tedesco.

## Biografia
Attivo in gare FIS dal novembre del 2011, Hegele ha esordito in Coppa Europa il 9 febbraio 2015 a Oberjoch in slalom gigante (49º). Inattivo dall'aprile del 2019, non ha debuttato in Coppa del Mondo né preso parte a rassegne olimpiche o iridate.

## Palmarès

### Mondiali juniores
- 1 medaglia:
  - 1 bronzo (combinata a Åre 2017)

### Campionati tedeschi
- 1 medaglia:
  - 1 argento (slalom gigante nel 2017)